# SAHARA (スラッシュの曲)
「SAHARA〜feat. 稲葉浩志」（サハラ〜フィーチャリング・いなばこうし）は、イギリス出身のギタリストであるスラッシュの楽曲。2009年11月11日にユニバーサルインターナショナルよりシングルとして発売された。

## 概要
2010年3月発売のスラッシュのソロ・アルバム『スラッシュ』からの先行シングル。
ヴァンゲリスの『アンセム-2002 FIFA World Cup 公式アンセム』以来7年5か月ぶりとなる、洋楽シングルのオリコントップ5入りとなった。初登場でのトップ5入りはエルトン・ジョンの『キャンドル・イン・ザ・ウインド 〜ダイアナ元英皇太子妃に捧ぐ』以来12年2か月ぶりの快挙である。
第24回日本ゴールドディスク大賞の「シングル・オブ・ザ・イヤー（洋楽）」を受賞。

## 収録曲
1. SAHARA〜feat. 稲葉浩志
ヴォーカルにB'zの稲葉浩志を招き、作詞：稲葉浩志、作曲：スラッシュのハードロックナンバー。B'zの最新CD（何かは挙げていない）を聞いて稲葉とのコラボを考えた結果、稲葉に合う曲というこのSAHARAのデモを日本にいる稲葉に送り、気に入った稲葉がそれにメロディーをつけた。アレンジなどをメールでやりとりし、その後、稲葉がロサンゼルスに渡りスラッシュと初対面を果たし、レコーディングを行った。歌詞は稲葉の希望をスラッシュがのむ形で日本語となった[9]。アルバム『スラッシュ』には日本盤のボーナストラックとして収録される[10]。なお、こちらは日本語版だが英語版も存在し、海外のiTunes Storeで配信された[11]ほか、カナダで発売されたデラックス・エディションに収録された[12]。
2. パラダイス・シティ〜feat. ファーギー&サイプレス・ヒル
スラッシュがガンズ・アンド・ローゼズに在籍していた時代の同バンドの楽曲（ 『アペタイト・フォー・ディストラクション』収録）のカバーで、新たにブラック・アイド・ピーズのファーギーおよびサイプレス・ヒルを招き再録したものである[3]。

## 参加ミュージシャン
SAHARA〜feat. 稲葉浩志
- スラッシュ：ギター
- 稲葉浩志：ボーカル
- ジョシュ・フリース：ドラム
- クリス・チェニー：ベース
- レニー・カストロ：パーカッション

パラダイス・シティ〜feat. ファーギー＆サイプレス・ヒル
- スラッシュ：ギター
- ファーギー、Sen Dog、B-Real：ボーカル
- ジョシュ・フリース：ドラム
- クリス・チェニー：ベース
- レニー・カストロ：パーカッション